# Chernoslow of Kozlow
Chernoslow of Kozlow sinonimia: Чернослив козловский, es una variedad cultivar de ciruelo (Prunus domestica), de las denominadas ciruelas europeas,
una variedad de ciruela obtenida en la URSS, a partir de Prunus insititia, y se desconocen los  polinizadores.
Las frutas tienen un tamaño de medio a grande, con un color de piel violeta oscuro azulado, punteado abundante, y pulpa de color amarillo ámbar verdoso, con textura bastante firme, carnosa, jugosa, y un sabor de subácido a ácido.

## Sinonimia
- "Чернослив козловский",
- "Ciruelas pasas Kozlovsky",
- "Chernosliv of Kozlov".[4]

## Historia
'Chernoslow of Kozlow' es una variedad de ciruela rusa, criada por I.V. Michurin antes de 1935, a partir de Prunus insititia con polen de polinizador desconocido. Se cultivó en el "Instituto de la Industria Vegetal" de Crimea en 1949. Variedad adaptada a los climas nórdicos.
'Chernoslow of Kozlow' está cultivada en diversos bancos de germoplasma de cultivos vivos tales como en National Fruit Collection (Colección Nacional de Fruta) de Reino Unido con el número de accesión: 1936 - 042 y nombre de accesión: Chernosliv of Kozlov. Recibido por "The National Fruit Trials" (Probatorio Nacional de Frutas) en 1936 procedente del "Instituto de Plantas Industriales", de Leningrado, Rusia.

## Características
'Chernoslow of Kozlow' árbol de vigoroso crecimiento, de generosa producción, requiere poco mantenimiento. Requiere suelo ligero y una posición soleada. Tiene un tiempo de floración que comienza a partir del 14 de abril con el 10% de floración, para el 19 de abril tiene una floración completa (80%), y para el 1 de mayo tiene un 90% de caída de pétalos.
'Chernoslow of Kozlow' tiene una talla de tamaño medio a grande (peso promedio 28 g.), de forma oval alargada, ligeramente asimétrica; epidermis con abundante pruina blanco grisácea, no se aprecia pubescencia, siendo el color de la piel violeta oscuro azulado, punteado abundante; Pedúnculo de longitud largo (longitud promedio 20,80 mm.), grosor medio con la parte superior formando maza, sin pubescencia;pulpa de color amarillo ámbar verdoso, con textura bastante firme, carnosa, jugosa, y un sabor de subácido a ácido.
Hueso libre, de tamaño pequeño, elíptico redondeado, zona pistilar amplia y redondeada, zona ventral y surcos poco acusados, caras laterales medianamente labradas, granulosas.
Su tiempo de recogida de cosecha se inicia en su maduración desde finales de agosto a mediados de septiembre. Maduran todos a un mismo tiempo.

## Usos
La ciruela 'Chernoslow of Kozlow' se comen crudas de fruta fresca en mesa, desecada en forma de pasas, macedonias de frutas, pero también en postres, repostería, como acompañamiento de carnes y platos. Se transforma en mermeladas, almíbar de frutas, compotas.